# 卵めん
卵めん（らんめん）とは、岩手県奥州市江刺で作られている麺。

## 特徴
つなぎを一切使わず、小麦粉、卵、塩だけで作った麺は、卵色でコシが強くのびにくい。そうめんと同様の方法で食べられる。

## 歴史
起源は江戸時代に長崎から来たキリシタン信者、松屋重蔵(十蔵)がカステラの製法を参考にして技術を伝えた蘭麺が始まりと伝えられる。長崎を追われた十蔵は姉弟を連れてひそかに岩谷堂にかくれ、姉とともにささやかに卵めんを売り出したのが初めという。「蘭めん」や「十蔵めん」ともいう。朱色の平角腕に入れて、白木に松風箸をつけて売り出したと言われる。「遠野古事記」にはこれが遠野にも入った事が記録されている
しかし、高橋梵仙は『足軽聞書』(1977年)で、その由来は荒唐無稽だとしている。彼は1898年（明治29年）に岩谷堂を訪れた板垣退助によって、料亭「こうじや」の亭主岩井松吉が考案した「鶏卵素麺」という麺料理が「卵麺」と名付けられたとする。
紹介されたテレビ番組
- 「水戸黄門」第19部「黄門様の泥棒指南（盛岡）」（TBSテレビ、1989年）にてうっかり八兵衛が盛岡名物としてわんこそばと一緒に名前を挙げている。